# Alosno
Alosno er en by og kommune i det sydvestlige Spanien i provinsen Huelva. Den har et indbyggertal på 3.982 (2024) indbyggere.